# Hilal El-Helwe
Hilal Bassam El-Helwe (in arabo هلال بسام الحلوه‎?; Hannover, 24 novembre 1994) è un calciatore tedesco naturalizzato libanese, attaccante del Freiberg e della nazionale libanese.

## Statistiche

### Cronologia presenze in nazionale
| Cronologia completa delle presenze e delle reti in nazionale ― Libano | Cronologia completa delle presenze e delle reti in nazionale ― Libano | Cronologia completa delle presenze e delle reti in nazionale ― Libano | Cronologia completa delle presenze e delle reti in nazionale ― Libano | Cronologia completa delle presenze e delle reti in nazionale ― Libano | Cronologia completa delle presenze e delle reti in nazionale ― Libano | Cronologia completa delle presenze e delle reti in nazionale ― Libano | Cronologia completa delle presenze e delle reti in nazionale ― Libano |
| Data                                                                  | Città                                                                 | In casa                                                               | Risultato                                                             | Ospiti                                                                | Competizione                                                          | Reti                                                                  | Note                                                                  |
| --------------------------------------------------------------------- | --------------------------------------------------------------------- | --------------------------------------------------------------------- | --------------------------------------------------------------------- | --------------------------------------------------------------------- | --------------------------------------------------------------------- | --------------------------------------------------------------------- | --------------------------------------------------------------------- |
| 8-10-2015                                                             | Bangkok                                                               | Birmania                                                              | 0 – 2                                                                 | Libano                                                                | Qual. Mondiali 2018                                                   | -                                                                     | 56’                                                                   |
| 13-10-2015                                                            | Città del Kuwait                                                      | Kuwait                                                                | 0 – 0                                                                 | Libano                                                                | Qual. Mondiali 2018                                                   | -                                                                     | 71’                                                                   |
| 24-3-2016                                                             | Ansan                                                                 | Corea del Sud                                                         | 1 – 0                                                                 | Libano                                                                | Qual. Mondiali 2018                                                   | -                                                                     | 79’ 85’                                                               |
| 29-3-2016                                                             | Sidone                                                                | Libano                                                                | 1 – 1                                                                 | Birmania                                                              | Qual. Mondiali 2018                                                   | 1                                                                     | 77’                                                                   |
| 31-8-2016                                                             | Beirut                                                                | Libano                                                                | 1 – 1                                                                 | Giordania                                                             | Amichevole                                                            | -                                                                     | 77’                                                                   |
| 5-9-2016                                                              | Tripoli                                                               | Libano                                                                | 2 – 0                                                                 | Afghanistan                                                           | Amichevole                                                            | -                                                                     | 89’                                                                   |
| 6-10-2016                                                             | Bishkek                                                               | Kirghizistan                                                          | 0 – 0                                                                 | Libano                                                                | Amichevole                                                            | -                                                                     | 27’ 74’                                                               |
| 11-10-2016                                                            | Beirut                                                                | Libano                                                                | 1 – 1                                                                 | Guinea Equatoriale                                                    | Amichevole                                                            | -                                                                     | 68’                                                                   |
| 10-11-2016                                                            | Amman                                                                 | Libano                                                                | 1 – 1                                                                 | Palestina                                                             | Amichevole                                                            | -                                                                     | 30’                                                                   |
| 13-6-2017                                                             | Kuala Lumpur                                                          | Malaysia                                                              | 1 – 2                                                                 | Libano                                                                | Qual. Coppa d'Asia 2019                                               | -                                                                     | 64’                                                                   |
| 5-9-2017                                                              | Pyongyang                                                             | Corea del Nord                                                        | 2 – 2                                                                 | Libano                                                                | Qual. Coppa d'Asia 2019                                               | -                                                                     | 80’ 94’                                                               |
| 10-10-2017                                                            | Beirut                                                                | Libano                                                                | 5 – 0                                                                 | Corea del Nord                                                        | Qual. Coppa d'Asia 2019                                               | 1                                                                     |                                                                       |
| 9-11-2017                                                             | Kallang                                                               | Singapore                                                             | 0 – 1                                                                 | Libano                                                                | Amichevole                                                            | -                                                                     | 63’                                                                   |
| 14-11-2017                                                            | Hong Kong                                                             | Hong Kong                                                             | 0 – 1                                                                 | Libano                                                                | Qual. Coppa d'Asia 2019                                               | -                                                                     | 77’                                                                   |
| 27-3-2018                                                             | Beirut                                                                | Libano                                                                | 2 – 1                                                                 | Malaysia                                                              | Qual. Coppa d'Asia 2019                                               | 1                                                                     | 75’                                                                   |
| 6-9-2018                                                              | Amman                                                                 | Giordania                                                             | 0 – 1                                                                 | Libano                                                                | Amichevole                                                            | -                                                                     |                                                                       |
| 11-10-2018                                                            | Al Kuwait                                                             | Kuwait                                                                | 0 – 0                                                                 | Libano                                                                | Amichevole                                                            | -                                                                     | 64’                                                                   |
| 09-01-2019                                                            | al-'Ayn                                                               | Qatar                                                                 | 2 – 0                                                                 | Libano                                                                | Coppa d'Asia 2019 - 1º turno                                          | -                                                                     |                                                                       |
| 12-01-2019                                                            | Dubai                                                                 | Libano                                                                | 0 – 2                                                                 | Arabia Saudita                                                        | Coppa d'Asia 2019 - 1º turno                                          | -                                                                     | 89’                                                                   |
| 17-01-2019                                                            | Sharjah                                                               | Libano                                                                | 4 – 1                                                                 | Corea del Nord                                                        | Coppa d'Asia 2019 - 1º turno                                          | 2                                                                     |                                                                       |
| 5-9-2019                                                              | Pyongyang                                                             | Corea del Nord                                                        | 2 – 0                                                                 | Libano                                                                | Qual. Mondiali 2022                                                   | -                                                                     | 69’ 84’                                                               |
| 10-9-2019                                                             | Mascate                                                               | Oman                                                                  | 1 – 0                                                                 | Libano                                                                | Amichevole                                                            | -                                                                     | 57’                                                                   |
| 10-10-2019                                                            | Beirut                                                                | Libano                                                                | 2 – 1                                                                 | Turkmenistan                                                          | Qual. Mondiali 2022                                                   | 1                                                                     | 82’                                                                   |
| 15-10-2019                                                            | Colombo                                                               | Sri Lanka                                                             | 0 – 3                                                                 | Libano                                                                | Qual. Mondiali 2022                                                   | 2                                                                     | 84’                                                                   |
| 14-11-2019                                                            | Beirut                                                                | Libano                                                                | 0 – 0                                                                 | Corea del Sud                                                         | Qual. Mondiali 2022                                                   | -                                                                     | 72’                                                                   |
| 19-11-2019                                                            | Beirut                                                                | Libano                                                                | 0 – 0                                                                 | Corea del Nord                                                        | Qual. Mondiali 2022                                                   | -                                                                     |                                                                       |
| 5-6-2021                                                              | Goyang                                                                | Libano                                                                | 3 – 2                                                                 | Sri Lanka                                                             | Qual. Mondiali 2022                                                   | -                                                                     | 62’ 72’                                                               |
| 12-6-2021                                                             | Goyang                                                                | Corea del Sud                                                         | 2 – 1                                                                 | Libano                                                                | Qual. Mondiali 2022                                                   | -                                                                     |                                                                       |
| 12-10-2023                                                            | Podgorica                                                             | Montenegro                                                            | 3 – 2                                                                 | Libano                                                                | Amichevole                                                            | -                                                                     | 75’                                                                   |
| Totale                                                                |                                                                       | Presenze                                                              | 29                                                                    |                                                                       | Reti                                                                  | 8                                                                     |                                                                       |